# Rudolf Maschke
Rudolf Maschke fue un deportista checoslovaco que compitió para la RFA en luge en las modalidades individual y doble. Ganó cinco medallas en el Campeonato Europeo de Luge entre los años 1934 y 1952.

## Palmarés internacional
| Representando a Checoslovaquia |                    |                   |            |
| Campeonato Europeo             |                    |                   |            |
| Año                            | Lugar              | Medalla           | Prueba     |
| 1934                           | Ilmenau (Alemania) | Medalla de plata  | Individual |
| 1934                           | Ilmenau (Alemania) | Medalla de plata  | Doble      |
| 1937                           | Oslo (Noruega)     | Medalla de bronce | Doble      |
| 1938                           | Salzburg (Austria) | Medalla de bronce | Doble      |
| Representando a la RFA         |                    |                   |            |
| Campeonato Europeo             |                    |                   |            |
| Año                            | Lugar              | Medalla           | Prueba     |
| 1952                           | Ilmenau (RFA)      | Medalla de oro    | Individual |